# 뱅퀴시
《뱅퀴시》(영어: Vanquish)는 미국에서 제작된 조지 갤로 감독의 2021년 액션 스릴러 영화이다. 모건 프리먼, 루비 로즈 등이 출연하였다.
미국에서는 2021년 4월 16일에, 대한민국에서는 2021년 6월 24일에 개봉되었다.
본 촬영은 2020년 9월 미국 미시시피주 빌럭시에서 이루어졌다. 2021년 1월 촬영이 종료되었다.

## 출연
- 루비 로즈 - 빅토리아 역
- 모건 프리먼 - 데이먼 역
- 닉 밸럴롱가 - 스티븐스 형사 역
- 패트릭 멀둔 - 먼로 요원 역
- 줄리 롯 - 앤 드리스컬 주지사 역
- 해나 스토킹 - 걸리나 역